# Barnardización
Barnardización es un método de control de divulgación para tablas de recuentos que implica sumar o restar aleatoriamente 1 de algunas celdas de la tabla.
Lleva el nombre del profesor George Alfred Barnard (1915–2002), profesor de matemáticas en la Universidad de Essex.
En el Reino Unido, las agencias públicas emplean a veces la barnardización para permitirles proporcionar información con fines estadísticos sin infringir los derechos de Protección de datos personales de las personas a las que se refiere la información. La cuestión de si la anonimización puede no llegar a la anonimización completa de los datos y el estado de los datos protegidos con arreglo a las complejas disposiciones de la Ley de protección de datos de 1998 fue examinada por las Cámara de los Lores en el caso Common Services Agency / Scottish Information Commissioner [2008] 1 WLR 1550, el caso anterior también se informa en All ER 2008 (4) 851.